# Expiração

Expiração é o processo da respiração que promove a saída do ar dos pulmões, que tinha entrado pelo processo de inspiração.
Expiração é o mecanismo de liberação de CO2 produzido durante o catabolismo celular, através dos alvéolos pulmonares. Para se dar a expiração ocorrem vários processos:
- Diminuição da caixa torácica
- Diminuição do volume pulmonar
- Relaxamento dos músculos intercostais
- Elevação do músculo diafragma
- A pressão interna é maior que a pressão atmosférica

O ar sai para equilibrar as pressões do gás carbônico.